# Mycosphaerella veratri
Mycosphaerella veratri är en svampart som beskrevs av Clem. 1908. Mycosphaerella veratri ingår i släktet Mycosphaerella och familjen Mycosphaerellaceae.   Inga underarter finns listade i Catalogue of Life.